# Kinyoun-Färbung

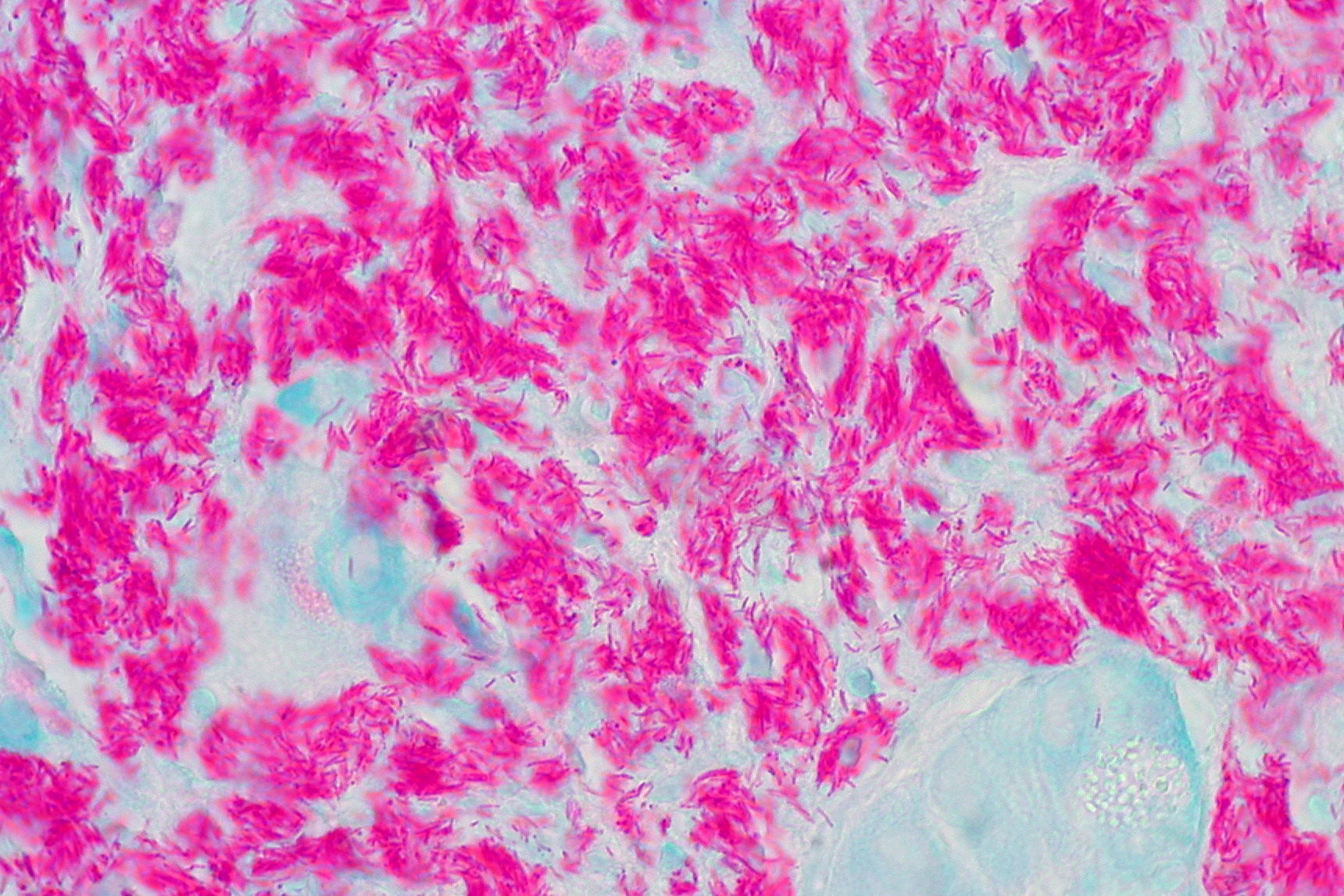
Mycobakterielle Infektion des Dünndarms, nach Kinyoun gefärbt.

Die Kinyoun-Färbung ist eine histologische Färbung von Mikroorganismen mit säurefester Zellwand, insbesondere Mycobakterien, Nocardien und einige Protozoen.
Sie ist nach dem ersten Direktor des US-amerikanischen Hygienelabors auf Staten Island Joseph J. Kinyoun (1860–1919) benannt.

## Eigenschaften
Die Kinyoun-Färbung ist ähnlich wie die Ziehl-Neelsen-Färbung, erfordert jedoch kein Erhitzen der Objektträger. Die Rotfärbung wird mit Carbolfuchsin (synonym Phenolfuchsin) erzielt, gefolgt von einer Entfärbung in einer sauren alkoholischen Lösung und einer zweiten Färbung mit Methylenblau. Die Verwendung von Carbolfuchsin an Stelle von basischem Fuchsin erfordert keine Erwärmung. Die Rotfärbung kennzeichnet Organismen mit säurefester Zellwand, während alle übrigen Zellen mit Methylenblau gegengefärbt sind. Alternativ zur einprozentigen Schwefelsäure kann eine dreiprozentige Salzsäurelösung verwendet werden. Mit Schwefelsäure erfolgt die Entfärbung langsamer, weshalb sie zur Identifikation schwach säurefester Mikroorganismen wie Nocardien verwendet wird. Alternativ zum Methylenblau kann Brillantgrün als zweite Färbung verwendet werden. Die Kinyoun-Färbung kann mit der Gram-Färbung kombiniert werden (Gram-Chromotrop-Kinyoun-Färbung, GCK).
Alternativ zur Kinyoun-Färbung kann teilweise eine Auramin-Phenol-Färbung durchgeführt werden.